# ییندریخوویتسه (ناحیه ییهلاوا)
ییندریخوویتسه (به چکی: Jindřichovice) یک منطقهٔ مسکونی در جمهوری چک است که در ناحیه ییهلاوا واقع شده‌است. ییندریخوویتسه ۳٫۷۶ کیلومتر مربع مساحت و ۹۰ نفر جمعیت دارد و ۶۰۵ متر بالاتر از سطح دریا واقع شده‌است.